# 岩城準太郎
岩城 準太郎（いわき じゅんたろう、1878年3月12日 - 1957年4月9日）は、日本の国文学者。

## 略歴
富山県上新川郡大広田村字大村（現富山市）出身。富山県尋常中学校（現富山県立富山高等学校）、第四高等学校を経て、1902年東京帝国大学文学部国文科卒。三重県立第一中学校教師、第四高等学校教授、1916年奈良女子高等師範学校（現奈良女子大学）教授。1906年『明治文学史』を刊行し、明治文学史を初めて文学史の対象とした。おもな著作に「明治大正の国文学」「新修日本文学史」などがある。

## 著書
- 『明治文学史』育英舎 1906 修文館書店 1927
- 『表現と鑑賞』東洋図書 1924
- 『明治大正の国文学』成象堂 1925
- 『新講日本文学史』目黒書店 1926
- 『國文學の諸相』目黒書店 1928
- 『源氏物語講義』国文学講座 受験講座刊行会 1930
- 『岩波講座日本文學 自然主義以前の作家』岩波書店 1932
- 『女子實踐新作文 全』京極書店, 柳原書店 (発売) 1933
- 『国語国文学講座 第10巻 現代日本文學史』雄山閣 1934
- 『新修日本文学史』目黒書店 1938
- 『要説日本文學史』中央圖書出版社 1940
- 『国文学群像』修文館 1941
- 『皇国の文学 日本文学史の主潮』出来島書店 1943
- 『大和の国文学』天理時報社 1944
- 『近代日本文學の黎明 明治文學を顧る』新日本図書 1947
- 『日本文学史の主潮』東洋図書 1948
- 『源氏物語十論』堀書店 1949
- 『国文学通史』三学社 1949
- 『新修日本文学史要』中央図書出版社 1954

### 共編
- 『國文學史教科書』藤井乙男共編 修文館 1923
- 『時文新抄』編 立川文明堂 1924
- 『女子習字書法と字解』大塚治六書 岩城編 目黒書店 1926
- 『新編女子國文法』山下賤夫共編 成象堂 1926
- 『新日本文學讀本』編 博多成象堂 1927
- 『江戸時代八大家文』編 東洋図書 1930
- 『室町時代文学類選』編 東洋図書 1931
- 岩城平二『聴濤存稿』編 八田印刷所(印刷) 1939

## 論文
- ＜岩城準太郎